# Vicente Cisneros Durán
 Vicente Rodrigo Cisneros Durán (Pelileo, 23 de febrero de 1934 - Quito,  29 de diciembre de 2017) fue un sacerdote y arzobispo católico ecuatoriano, que se desempeñó como Arzobispo de Cuenca, desde el año 2000 hasta su retiro en 2009.

## Biografía

### Primeros años y formación
Vicente Rodrigo nació el 23 de febrero de 1934, en la Provincia de Tungurahua.
Realizó varios estudios de especialización en la Universidad Pontificia de Salamanca, España; en la Pontificia Universidad Gregoriana de Roma, Italia; en la Universidad de Viena, Austria; en la Universidad Católica de París, Francia y en el Instituto Internacional Luigi Sturzo, Roma, Italia. En estos centros de educación superior obtuvo los siguientes títulos: Bachiller en Derecho Canónico. Licenciado y Doctor en Ciencias Socio-Jurídicas con especialización en Derecho Internacional y Licenciado y Experto en Acción Social, CISIC, Roma.

### Sacerdocio
Recibió su Ordenación Sacerdotal en la Catedral de Quito el 17 de julio de 1957.

## Episcopado

### Obispo Auxiliar de Guayaquil
Fue nombrado obispo auxiliar de Guayaquil, en la costa, al suroeste de Ecuador.
Recibió la ordenación episcopal el 7 de enero de 1968.

### Obispo de Ambato
Fue designado II Obispo de Ambato, en la zona andina, donde trabajó por más de 30 años.

### Arzobispo de Cuenca
En febrero de 2000, el papa Juan Pablo II lo nombró arzobispo de Cuenca, y tomó posesión de la arquidiócesis el 17 de marzo de ese mismo año.
Entre sus responsabilidades episcopales figuraron: vicepresidente de la CEE, presidente del Departamento del Clero del Área del Pueblo de Dios de la CEE, miembro del Consejo Permanente y de la Fundación "Juan Pablo II" para Radio Católica Nacional del Ecuador.
Además, presidente nacional de la Asociación Misionera "Santa Mariana de Jesús", coordinador de la Arquidiócesis de Múnich y Frisinga para los Programas de Seguro del Clero, Jubilaciones y Becas de Estudiantes de Filosofía y Teología.

### Fallecimiento
Falleció el 29 de diciembre del 2017 en su hogar Quito, habiendo sido enterrado en la Catedral de Ambato de dicha ciudad.